# Stibadocerina chilensis
Stibadocerina chilensis is een tweevleugelige uit de familie buismuggen (Cylindrotomidae). De soort komt voor in het Neotropisch gebied.